# Шиндрила (Бузау)
Шиндрила (рум. Șindrila) насеље је у Румунији у округу Бузау у општини Бисока. Oпштина се налази на надморској висини од 726 m.

## Становништво
Према подацима из 2002. године у насељу је живело 241 становника, од којих су сви румунске националности.